# بارني غولتز
بارني غولتز هو سياسي أمريكي، ولد في 13 أغسطس 1924 في بالاتون في الولايات المتحدة، وتوفي في 25 ديسمبر 2008 في أولمبيا في الولايات المتحدة. انتخب عضو مجلس نواب واشنطن ‏.